# Carmen Martín
Carmen Dolores Martín Berenguer (født 29. maj 1988 i Almería) er en spansk håndboldspiller, der spiller for svenske IK Sävehof. Hun har tidligere spillet for blandt andet CSM Bucuresti, OGC Nice, RK Krim og SD Itxako. Desuden har hun spillet på det spanske landshold, hvor hun spillede over 225 landskampe og var med til at vinde flere mesterskabsmedaljer.

## Karriere
Ved EM 2008 var hun med til at vinde sølv, og ved VM 2011 var hun med til at vinde bronze.
Hun var med Spanien ved OL 2012 i London, hvor holdet i semifinalen tabte til Makedonien, men efterfølgende sikrede sig bronzen med sejr over Sydkorea, mens Makedonien fik sølv efter finalenederlag til Norge.
Det blev til endnu en EM-sølvmedalje i 2014, mens holdet ved OL 2016 i Rio de Janeiro blev nummer seks og i 2020 i Tokyo (afholdt 2021) blev nummer ni.

## Internationale resultater

### Klubresultater
EHF Champions league
- Vinder: 2016
- Finalist: 2011

División de Honor Femenina de Balonmano
- Guld: 2011, 2012

Copa de la Reina de Balonmano
- Guld: 2011, 2012

Spansk Supercup
- Vinder: 2011, 2012

Sloveniens Superliga
- Vinder: 2013

Sloveniens pokalturnering
- Vinder: 2013

Liga Naţională
- Vinder: 2015, 2016, 2017

Rumæniens pokalturnering
- Vinder: 2016

### Landsholdsresultater
De olympiske lege
- Bronze: 2012

VM
- Bronze: 2011

EM
- Sølv: 2008, 2014